# 頗爾公司
頗爾公司是一家位于美国紐約州的生物技术公司，1946年由大卫·鲍里斯·頗爾创立，2015年被丹纳赫集团收购。